# Joshua King (cầu thủ bóng đá)
Joshua Christian Kojo King (sinh ngày 15 tháng 1 năm 1992) là một cầu thủ bóng đá chuyên nghiệp người Na Uy hiện đang thi đấu ở vị trí tiền đạo cho câu lạc bộ Watford và đội tuyển quốc gia Na Uy.
Joshua King gia nhập Manchester United từ câu lạc bộ Vålerenga vào năm 2008. Sau được cho mượn tại Preston North End, Borussia Mönchengladbach, Hull City và Blackburn Rovers, anh được Blackburn mua đứt vào tháng 1 năm 2013. Tháng 5 năm 2015, tiền đạo người Na Uy được Bournemouth chiêu mộ sau khi câu lạc bộ này giành quyền thăng hạng Premier League.
Sau khi thi đấu cho U-15, U-16, U-18, U-19 và U-21 Na Uy, King có lần đầu tiên ra sân cho đội tuyển quốc gia Na Uy trong trận gặp Iceland vào năm 2012. Cuối năm đó, anh có bàn thắng đầu tiên cho đội tuyển khi ghi bàn vào lưới Đảo Síp.

## Tiểu sử
Sinh ra ở Oslo, có cha là người Gambia và mẹ là người Na Uy, Joshua King lớn lên ở vùng ngoại ô Romsås. Anh bắt đầu sự nghiệp bóng đá ở câu lạc bộ địa phương Romsås IL, trước khi chuyển sang Vålerenga ở tuổi 15. Khi còn ở Vålerenga, King đã được thử việc tại Manchester United nhiều lần, nhưng các quy định của UEFA đã ngăn anh ký hợp đồng với câu lạc bộ cho đến khi anh đủ 16 tuổi. Anh cũng đã nhận được những lời đề nghị thử việc từ Chelsea, Sunderland và Ipswich Town, nhưng đã từ chối để gia nhập Manchester United.

## Sự nghiệp câu lạc bộ

### AFC Bournemouth

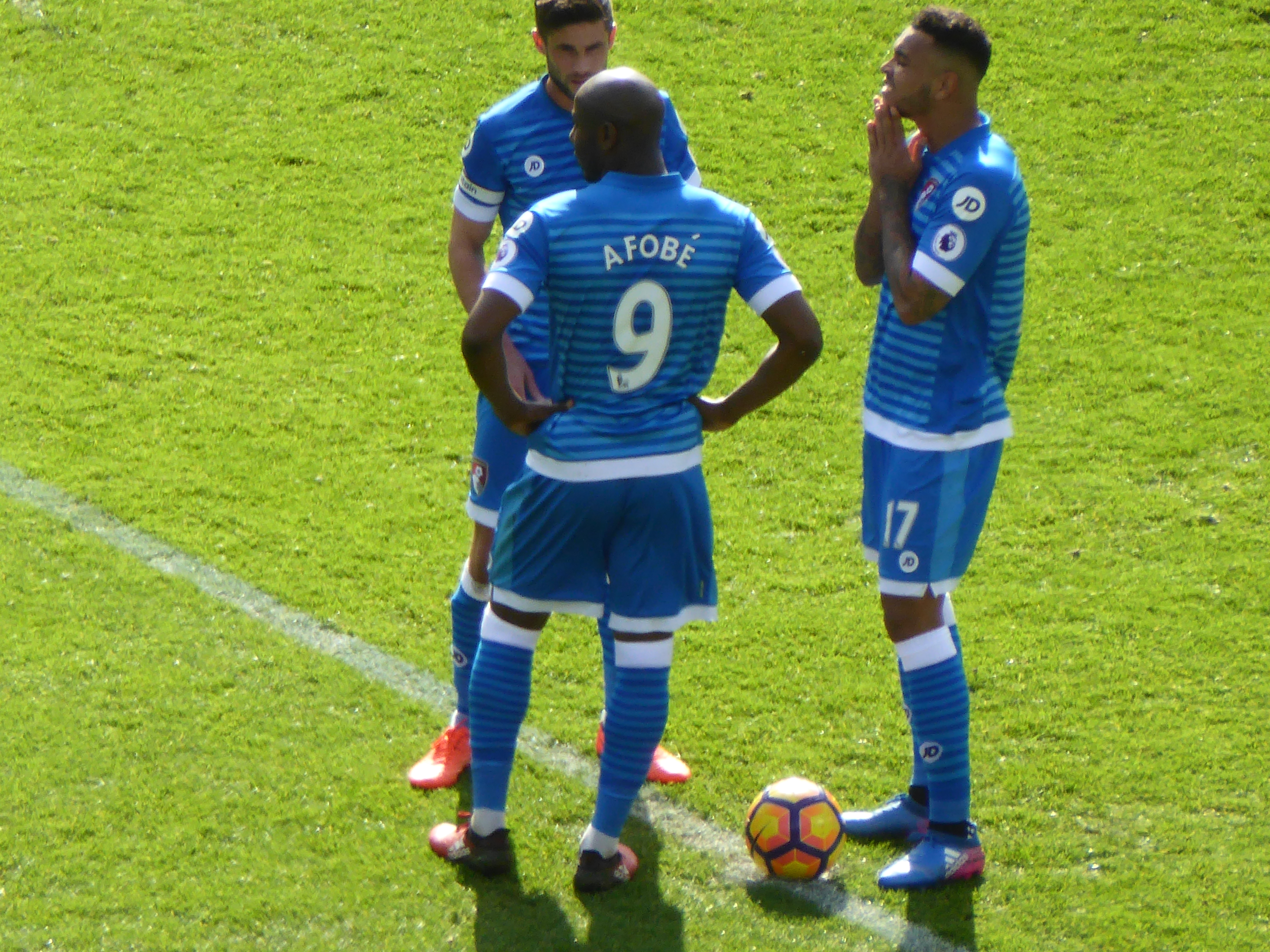
King (phải) trong trận gặp Manchester United vào tháng 3 năm 2017.

Ngày 28 tháng 5 năm 2015, sau khi từ chối gia hạn hợp đồng với Blackburn, King chuyển sang Bournemouth trước thềm mùa giải đầu tiên của họ tại Premier League. Anh có trận ra mắt câu lạc bộ mới vào ngày 8 tháng 8 khi đội bóng này khởi đầu mùa giải với thất bại 0–1 trên sân nhà trước Aston Villa. Bàn thắng đầu tiên của King cho "The Cherry" đến vào ngày 21 tháng 11, khi anh mở tỷ số trong trận hòa 2–2 với Swansea City.
Ngày 12 tháng 12, Joshua King đã ghi bàn thắng từ một pha đá phạt góc khi Bournemouth đánh bại Manchester United 2–1 tại Dean Court. Anh đã ăn mừng bàn thắng nhiệt tình trước câu lạc bộ cũ của mình, và sau đó anh tiết lộ với tờ Daily Mail rằng huấn luyện viên Alex Ferguson đã không nói chuyện với anh hay bất kỳ cầu thủ trẻ nào khác vào thời điểm King còn thuộc biên chế đội bóng thành Manchester. King kết thúc mùa giải 2015–16 với tư cách là cầu thủ ghi bàn hàng đầu của Bournemouth, ghi được 7 bàn trên mọi đấu trường, trong đó có 6 bàn tại Premier League.
Từ cuối tháng 2 đến tháng 3 năm 2017, King đã ghi được 5 bàn thắng trong 3 trận đấu ở Premier League, bao gồm cả bàn thắng gỡ hòa khi trở lại sân Old Trafford và kết thúc bằng một cú hat-trick trong chiến thắng 3–2 trên sân nhà trước West Ham mặc dù anh đã đá hỏng một quả phạt đền ở hiệp 1. Qua đó, King trở thành cầu thủ người Na Uy thứ 6 ghi 3 bàn trong một trận đấu ở Premier League.
Ngày 29 tháng 8 năm 2017, King gia hạn hợp đồng thêm 4 năm với Bournemouth.

### Everton
Ngày 1 tháng 2 năm 2021, ngày cuối cùng của kỳ chuyển nhượng mùa đông, câu lạc bộ Everton thông báo rằng họ đã chiêu mộ King từ Bournemouth với bản hợp đồng cho đến cuối mùa giải với một tùy chọn để gia hạn hợp đồng.

### Watford
Vào ngày 9 tháng 7 năm 2021, King gia nhập đội bóng mới thăng hạng Premier League là Watford theo dạng chuyển nhượng tự do, hợp đồng có thời hạn hai năm.

## Sự nghiệp quốc tế
Sau khi thi đấu cho các đội tuyển bóng đá trẻ của Na Uy, Egil Olsen đã triệu tập King vào đội tuyển quốc gia Na Uy cho hai trận vòng loại World Cup vào tháng 9 năm 2012. Anh ra mắt đội tuyển trong trận gặp Iceland vào ngày 7 tháng 9 năm 2012, khi vào sân thay thế Mohammed Abdellaoue ở phút 65. King đưa được bóng vào lưới 8 phút sau đó, nhưng bàn thắng không được công nhận. Bốn ngày sau trong trận đấu tiếp theo của Na Uy, anh vào sân thay Abdellaoue ngay trong hiệp một trận đấu với Slovenia. King vào sân thay cho Alexander Søderlund trong hiệp một trận đấu với Đảo Síp ở Larnaca vào ngày 16 tháng 10 năm 2012, sau đó anh kiếm được một quả phạt đền và tự thực hiện thành công ấn định chiến thắng 3–1 cho Na Uy.
Bàn thắng thứ 2 của King trong màu áo đội tuyển quốc gia cũng được ghi vào lưới Đảo Síp vào ngày 6 tháng 9 năm 2013. Ngày 10 tháng 10 năm 2014, anh đã lập cú đúp vào lưới Malta trong chiến thắng 3–0 trên sân khách tại vòng loại Euro 2016, nhưng HLV Per-Mathias Høgmo không triệu tập anh trong trận play-off với Hungary.

## Thống kê sự nghiệp

### Câu lạc bộ
Tính đến ngày 9 tháng 5 năm 2021.
| Câu lạc bộ                         | Mùa giải       | Giải quốc nội  | Giải quốc nội | Giải quốc nội | Cúp quốc gia | Cúp quốc gia | Cúp liên đàn | Cúp liên đàn | Cúp châu Âu | Cúp châu Âu | Tổng cộng | Tổng cộng |
| Câu lạc bộ                         | Mùa giải       | Hạng đấu       | Trận          | Bàn           | Trận         | Bàn          | Trận         | Bàn          | Trận        | Bàn         | Trận      | Bàn       |
| ---------------------------------- | -------------- | -------------- | ------------- | ------------- | ------------ | ------------ | ------------ | ------------ | ----------- | ----------- | --------- | --------- |
| Manchester United                  | 2009–10        | Premier League | 0             | 0             | 0            | 0            | 1            | 0            | 0           | 0           | 1         | 0         |
| Manchester United                  | 2010–11        | Premier League | 0             | 0             | 0            | 0            | —            | —            | 0           | 0           | 0         | 0         |
| Manchester United                  | 2011–12        | Premier League | 0             | 0             | —            | —            | 0            | 0            | 0           | 0           | 0         | 0         |
| Manchester United                  | 2012–13        | Premier League | 0             | 0             | —            | —            | 0            | 0            | 1           | 0           | 1         | 0         |
| Manchester United                  | Tổng cộng      | Tổng cộng      | 0             | 0             | 0            | 0            | 1            | 0            | 1           | 0           | 2         | 0         |
| Preston North End (mượn)           | 2010–11        | Championship   | 8             | 0             | —            | —            | 2            | 1            | —           | —           | 10        | 1         |
| Borussia Mönchengladbach (mượn)    | 2011–12        | Bundesliga     | 2             | 0             | 0            | 0            | —            | —            | —           | —           | 2         | 0         |
| Borussia Mönchengladbach II (mượn) | 2011–12        | Regionalliga   | 4             | 2             | —            | —            | —            | —            | —           | —           | 4         | 2         |
| Hull City (mượn)                   | 2011–12        | Championship   | 18            | 1             | 1            | 0            | —            | —            | —           | —           | 19        | 1         |
| Blackburn Rovers (mượn)            | 2012–13        | Championship   | 8             | 2             | 0            | 0            | —            | —            | —           | —           | 8         | 2         |
| Blackburn Rovers                   | 2012–13        | Championship   | 8             | 0             | 4            | 0            | —            | —            | —           | —           | 12        | 0         |
| Blackburn Rovers                   | 2013–14        | Championship   | 32            | 2             | 2            | 0            | 1            | 0            | —           | —           | 35        | 2         |
| Blackburn Rovers                   | 2014–15        | Championship   | 16            | 1             | 2            | 3            | 1            | 0            | —           | —           | 19        | 4         |
| Blackburn Rovers                   | Tổng cộng      | Tổng cộng      | 64            | 5             | 8            | 3            | 2            | 0            | —           | —           | 74        | 8         |
| Bournemouth                        | 2015–16        | Premier League | 31            | 6             | 2            | 1            | 2            | 0            | —           | —           | 35        | 7         |
| Bournemouth                        | 2016–17        | Premier League | 36            | 16            | 0            | 0            | 0            | 0            | —           | —           | 36        | 16        |
| Bournemouth                        | 2017–18        | Premier League | 33            | 8             | 0            | 0            | 1            | 1            | —           | —           | 34        | 9         |
| Bournemouth                        | 2018–19        | Premier League | 35            | 12            | 0            | 0            | 3            | 0            | —           | —           | 38        | 12        |
| Bournemouth                        | 2019–20        | Premier League | 26            | 6             | 0            | 0            | 1            | 0            | —           | —           | 27        | 6         |
| Bournemouth                        | 2020–21        | Championship   | 12            | 0             | 2            | 3            | 0            | 0            | —           | —           | 14        | 3         |
| Bournemouth                        | Tổng cộng      | Tổng cộng      | 173           | 48            | 4            | 4            | 7            | 1            | —           | —           | 184       | 53        |
| Everton                            | 2020–21        | Premier League | 11            | 0             | 0            | 0            | 0            | 0            | —           | —           | 11        | 0         |
| Everton                            | Tổng cộng      | Tổng cộng      | 11            | 0             | 0            | 0            | 0            | 0            | —           | —           | 11        | 0         |
| Tổng sự nghiệp                     | Tổng sự nghiệp | Tổng sự nghiệp | 280           | 56            | 13           | 7            | 12           | 2            | 1           | 0           | 306       | 65        |

1. ↑  Bao gồm FA Cup và DFB-Pokal
2. ↑  Bao gồm EFL Cup
3. ↑  Số trận ra sân tại UEFA Champions League

### Quốc tế
Tính đến ngày 9 tháng 6 năm 2022
| Na Uy     | Na Uy   | Na Uy     |
| Năm       | Số trận | Bàn thắng |
| --------- | ------- | --------- |
| 2012      | 4       | 1         |
| 2013      | 5       | 1         |
| 2014      | 6       | 2         |
| 2015      | 4       | 0         |
| 2016      | 8       | 3         |
| 2017      | 4       | 3         |
| 2018      | 6       | 2         |
| 2019      | 9       | 5         |
| 2020      | 5       | 0         |
| 2021      | 7       | 0         |
| 2022      | 4       | 3         |
| Tổng cộng | 62      | 20        |

### Bàn thắng quốc tế
| #   | Ngày                 | Địa điểm                                        | Đối thủ      | Bàn thắng | Kết quả | Giải đấu                 |
| --- | -------------------- | ----------------------------------------------- | ------------ | --------- | ------- | ------------------------ |
| 1.  | 16 tháng 10 năm 2012 | Sân vận động Antonis Papadopoulos, Larnaca, Síp | Síp          | 3–1       | 3–1     | Vòng loại World Cup 2014 |
| 2.  | 6 tháng 9 năm 2013   | Sân vận động Ullevaal, Oslo, Na Uy              | Síp          | 2–0       | 2–0     | Vòng loại World Cup 2014 |
| 3.  | 10 tháng 10 năm 2014 | Sân vận động Quốc gia Ta' Qali, Mdina, Malta    | Malta        | 2–0       | 3–0     | Vòng loại Euro 2016      |
| 4.  | 10 tháng 10 năm 2014 | Sân vận động Quốc gia Ta' Qali, Mdina, Malta    | Malta        | 3–0       | 3–0     | Vòng loại Euro 2016      |
| 5.  | 05 tháng 6 năm 2016  | Sân vận động Nhà vua Baudouin, Bruxelles, Bỉ    | Bỉ           | 1–1       | 2–3     | Giao hữu                 |
| 6.  | 11 tháng 10 năm 2016 | Sân vận động Ullevaal, Oslo, Na Uy              | San Marino   | 4–1       | 4–1     | Vòng loại World Cup 2018 |
| 7.  | 11 tháng 11 năm 2016 | Eden Arena - Praha, Cộng hòa Séc                | Cộng hòa Séc | 1–2       | 1–2     | Vòng loại World Cup 2018 |
| 8.  | 01 tháng 9 năm 2017  | Sân vận động Ullevaal, Oslo, Na Uy              | Azerbaijan   | 1–0       | 2–0     | Vòng loại World Cup 2018 |
| 9.  | 05 tháng 10 năm 2017 | Sân vận động San Marino, Serravalle, San Marino | San Marino   | 2–0       | 8–0     | Vòng loại World Cup 2018 |
| 10. | 05 tháng 10 năm 2017 | Sân vận động San Marino, Serravalle, San Marino | San Marino   | 3–0       | 8–0     | Vòng loại World Cup 2018 |
| 11. | 02 tháng 6 năm 2018  | Laugardalsvöllur, Reykjavík, Iceland            | Iceland      | 2–2       | 3–2     | Giao hữu                 |
| 12. | 06 tháng 6 năm 2018  | Sân vận động Ullevaal, Oslo, Na Uy              | Panama       | 1–0       | 1–0     | Giao hữu                 |
| 13. | 23 tháng 3 năm 2019  | Sân vận động Mestalla, Valencia, Tây Ban Nha    | Tây Ban Nha  | 1–1       | 1–2     | Vòng loại Euro 2020      |
| 14. | 26 tháng 3 năm 2019  | Sân vận động Ullevaal, Oslo, Na Uy              | Thụy Điển    | 2–0       | 3–3     | Vòng loại Euro 2020      |
| 15. | 05 tháng 9 năm 2019  | Sân vận động Ullevaal, Oslo, Na Uy              | Malta        | 2–0       | 2–0     | Vòng loại Euro 2020      |
| 16. | 12 tháng 10 năm 2019 | Sân vận động Ullevaal, Oslo, Na Uy              | Tây Ban Nha  | 1–1       | 1–1     | Vòng loại Euro 2020      |
| 17. | 18 tháng 11 năm 2019 | Sân vận động Quốc gia, Ta' Qali, Malta          | Malta        | 1–0       | 2–1     | Vòng loại Euro 2020      |
| 18. | 29 tháng 3 năm 2022  | Sân vận động Ullevaal, Oslo, Na Uy              | Armenia      | 2–0       | 9–0     | Giao hữu                 |
| 19  | 29 tháng 3 năm 2022  | Sân vận động Ullevaal, Oslo, Na Uy              | Armenia      | 4–0       | 9–0     | Giao hữu                 |
| 20  | 29 tháng 3 năm 2022  | Sân vận động Ullevaal, Oslo, Na Uy              | Armenia      | 6–0       | 9–0     | Giao hữu                 |

## Thành tích

### Quốc tế
U-21 Na Uy
- Hạng ba Giải bóng đá U-21 Châu Âu: 2013

### Cá nhân
- Quả bóng vàng Na Uy (Gullballen): 2017[9]